# Ernst Wilhelm von Schlabrendorf
Ernst Wilhelm von Schlabrendorf, né le 4 février 1719 à Schloss Gröben près de Ludwigsfelde dans la marche de Brandebourg, et mort le 14 décembre 1769 à Breslau en Silésie, est ministre d'État pour la Silésie ainsi que président de la Chambre de Silésie.

## Biographie
Il est le fils du propriétaire Johann Christian von Schlabrendorf († 1720), de Gröben, Groß - und Klein-Beuthen et Waßmannsdorf à Teltow, et de sa femme, Anna Augusta Elisabeth von Pfuel (de) (morte le 12 décembre 1744). Le major-général Gustav Albrecht von Schlabrendorf est son frère. Le 5 décembre 1767, Frédéric II de Prusse lui décerne l'Ordre de l'Aigle noir. Il fait partie des figures en relief de la statue équestre de Frédéric le Grand, érigée en 1851.